# Нахимов, Сергей Степанович
Сергей Степанович Нахимов (29 октября 1805, сельцо Городок, Вяземский уезд, Смоленская губерния — 8 декабря 1872, Санкт-Петербург) — российский военно-морской деятель, вице-адмирал. Младший брат П. С. Нахимова.

## Биография
Родился в семье отставного офицера, небогатого помещика, секунд-майора Степана Михайловича Нахимова и Феодосии Ивановны Нахимовой (в девичестве Козловской).
В 1817—1820 годах обучался в Морском кадетском корпусе.
В 1821—1822 годах состоял при Архангельском порте.
В 1823 году начал плавать на кораблях Балтийского флота.
В 1826—1827 годах служил на корабле «Царь Константин».
В 1827 году служил на фрегате «Россия», на галете «Торнео».
В 1828 году зачислен в 11-й флотский экипаж.
В 1829 году служил на корабле «Императрица Александра».
В 1830—1836 годах — адъютант при командире Гвардейского экипажа контр-адмирале Г. С. Шишмарёве.
В 1834 году произведён в капитан-лейтенанты.
В 1836—1842 годах — временный член учёного и кораблестроительного комитета.
В 1842 году награждён орденом Св. Станислава 2-й степени.
С 1843 года служил в Морском кадетском корпусе: сначала экономом и казначеем, затем на фрегатах «Верность» и «Надежда» преподавателем морской практики.
В 1844 году произведён в капитаны 2-го ранга.
В 1847 году произведён в капитаны 1-го ранга.
В 1851 году награждён орденом Св. Анны 2-й ст. и орденом Св. Георгия 4-й ст. 6 декабря 1854 года награждён орденом Св. Анны II степени с императорской короной.
В 1855 году произведён в контр-адмиралы. Назначен помощником директора Морского кадетского корпуса. 22 сентября 1856 года «за 35-летнюю службу в офицерских чинах» награждён орденом Св. Владимира IV степени.
16 декабря 1857 года назначен исправляющим должность директора Морского кадетского корпуса. Награждён орденом Святого Владимира 3-й ст.
11 (23) декабря 1861 года назначен членом Морского генерал-аудиториата
1 (13) января 1864 года произведён в вице-адмиралы. 11 (23) марта 1864 года награждён орденом Св. Станислава I степени.
В 1867 году — член Главного военно-морского суда. 16 февраля 1870 года «во внимание к 50-летней в офицерских чинах отлично-полезной службы» награждён орденом Св. Владимира II степени.
Похоронен на Смоленском православном кладбище Санкт-Петербурга.

## Награды
- Орден Св. Станислава 1-й ст.
- Орден Св. Станислава 2-й ст.
- Орден Св. Владимира 3-й ст.
- Орден Св. Владимира 4-й ст.
- Орден Св. Георгия 4-й ст.
- Орден Св. Анны 2-й ст.

## Семья
- Жена — Александра Семёновна Шишмарёва.
- Сын — Павел Сергеевич Нахимов, контр-адмирал.
- Дочь — Александра Сергеевна Боссе.